# Näcip Cihanov
Näcip Ğayaz ulı Cihanov en rus: Nazib Gayazovich Zhiganov Va néixer a Oral (Kazakhstan Occidental);(15 de gener, OS 2 de gener, 1911 - 2 de juny, 1988), i va morir a Ufà (República de Baixkíria), va ser un compositor, pedagog i estadista soviètic i tàrtar.
Cihanov va escriure vuit òperes (sobretot Altınçäç i Cälil), tres ballets, 15 simfonies, altres obres simfòniques (Qırlay, Suite sobre temes tàrtars, Näfisä, novel·les simfòniques i cançons simfòniques entre elles), la cantata Republic of Mine (1960), càmera. -composicions instrumentals, i romanços i cançons.
Atorgat els títols d'Artista del Poble de l'URSS (1957) i Heroi del Treball Socialista (1981), Cihanov va exercir com a líder artístic de l'Òpera i Ballet Tàrtar de 1941 a 1943, president de la Unió de Compositors de Tatarstan de 1939 a 1977 i rector de Conservatori de Kazan de 1945 a 1988. Va ser nomenat professor a 1953; El Conservatori de Kazan va ser rebatejat en el seu honor l'any 2000. És important destacar que Cihanov va ser un dels fundadors de l'Orquestra Simfònica Estatal de Tatarstan. En la seva qualitat d'estadista, va exercir com a diputat al Soviet Suprem de la RSFSR (1951-1959), a l'ASSR Tàrtar (1963-1967, 1977-1988) i de fet a la Unió Soviètica (1966-1970).

## Òperes
- Qaçqın (1939)
- İrek (1940) "Freedom"[5]
- Altınçäç (1941) "The golden-haired girl"[6]
- İldar (1942)[7]
- Tüläk (1945)[8]
- Namus (1950) "Honour"[9]
- Cälil (1957) basat en la vida del poeta Musa Cälil.[10]